# Port lotniczy Léo
Port lotniczy Léo – port lotniczy położony w Léo, w Burkinie Faso.